# Nymphalis parvimaculata
Nymphalis parvimaculata är en fjärilsart som beskrevs av Reuss 1911. Nymphalis parvimaculata ingår i släktet Nymphalis och familjen praktfjärilar. Inga underarter finns listade i Catalogue of Life.